# بن کامارا
بن کامارا (انگلیسی: Ben Camara؛ زادهٔ ۲۰ اوت ۱۹۸۴) بازیکن فوتبال اهل بریتانیا است.
از باشگاه‌هایی که در آن بازی کرده‌است می‌توان به باشگاه فوتبال تاویستوک، باشگاه فوتبال تورکی یونایتد، باشگاه فوتبال گیلفورد سیتی، باشگاه فوتبال استیونج، و باشگاه فوتبال کلیودون پارک اشاره کرد.